# Sympiesis consona
Sympiesis consona är en stekelart som först beskrevs av Girault 1915.  Sympiesis consona ingår i släktet Sympiesis och familjen finglanssteklar. Inga underarter finns listade i Catalogue of Life.